# پسکند
پِسکَند (به ازبکی: Piskent، پسکېنت؛ روسی: Пскент) یک شهر در ازبکستان است که در شهرستان پسکند استان تاشکند ازبکستان واقع شده‌است. پسکند ۳۰٬۷۰۰ نفر جمعیت دارد. پسکند تا سال ۱۹۶۶ یک روستا بود. این شهر در در سمت راست رودخانه آهنگران، در ۱۴ کیلومتری جنوب ایستگاه راه‌آهن تای‌تپه و در ۴۱ کیلومتری تاشکند واقع شده‌است.

## امکانات
در پسکند کارخانه‌های پنبه‌شویی، بتن و آجر، شرکت دوخت برزنت «پیسکنتسفات»، شرکت سهامی تولید شمش‌های فلزی «محنت»، مغازه نوشابه‌سازی، نانوایی، یک شرکت کوچک تولیدکننده مبلمان وجود دارد.
جاده‌هایی پسکند را به تاشکند، آلمالیق، آهنگران و دیگر شهرها و شهرستان‌ها متصل می‌کند. مخزن تاشکند در نزدیکی شهر قرار دارد. پسکند به‌طور جدایی ناپذیر با شهر آلمالیق مرتبط است. کالاهای صنعتی از آلمالیق به پسکند و فراورده‌های کشاورزی از پسکند به آلمالیق تحویل داده می‌شود.

## پیشینه
پسکند در کوهپایه‌های واحه تاشکند قرار دارد و به گفته جغرافیدانان قرن دهم، بخشی از ایالت ایلاق بوده‌است. قدیمی‌ترین بخش پیسکند، تپه محمود است که در قرن ششم و هفتم به شکل یک شهر درآمد و در سده‌های ۱۰ و ۱۲ شکوفا شد. به دلیل موقعیت مناسب آن در مسیر تجاری چاچ (تاشکند) به فرغانه، در قرن ۹ تا ۱۰ این شهر رونق گرفت.
در آغاز سده سیزدهم، مهاجمان مغول پسکند را ویران کردند. در میانه‌های سده سیزدهم، کناره غربی آن بازسازی شد، اما شهر به سطح یک روستا تنزل یافت. در سده‌های ۱۴ و ۱۶، پسکند بخشی از قلمرو تیموریان و دیگر حاکمان بود. به دستور فرمانروای ازبک، عبدالله خان دوم، مدرسه‌ای در قرن شانزدهم در اینجا ساخته شد. آجرهای این مدرسه در دهه ۱۸۹۰ برای ساختن مدرسه پسکند برچیده شد.
در اواخر قرن ۱۷ و اوایل قرن ۱۸، شهر دوباره دچار بحران شد و جمعیت به سمت غرب مهاجرت کردند. در سده نوزدهم، پسکند دارای دیوارهای دفاعی و چهار دروازه بود. در آن زمان پسکند بخشی از خانات خوقند بود. به دستور فرمانروای ازبک، عبدالله خان دوم، مدرسه ای در قرن شانزدهم در اینجا ساخته شد. این مدرسه در دهه ۱۸۹۰ برای ساختن مدرسه پسکند به صورت آجری برچیده شد.
در سال‌های اخیر، در این شهر یک بازار کشاورزان، خانه تشریفات سائودات، پایگاه سوگلوم آولود، یک زایشگاه ۱۵۰ تختخوابی، صدها مغازه و فروشگاه‌های رفاه ساخته‌است.